# Gary Harris
Gary Harris (Fishers, Indiana; 14 de septiembre de 1994) es un jugador de baloncesto estadounidense que pertenece a la plantilla de los Orlando Magic de la NBA. Con 1,93 metros de altura, juega en la posición de escolta.

## Trayectoria deportiva

### Instituto
Harris asistió al instituto "Hamilton Southeastern High School" en Fishers, Indiana. En su segunda temporada como "sophomore", promedió 14 puntos, cuatro rebotes, dos asistencias y tres robos de balón por partido mientras lideraba a su instituto a un récord de 17-4. En su tercera temporada como "júnior" promedió 18,6 puntos, 5,0 rebotes, 3,0 asistencias y 2,7 robos por partido mientras lideraba a los Royals a un récord de 20-4 y un viaje a las finales de la regional Clase 4A, capturando el segunda campeonato seccional en la historia del instituto.
En noviembre de 2011, firmó una "Carta Nacional de Intención" para jugar baloncesto universitario con la Universidad Estatal de Míchigan.
En su cuarta temporada como "sénior", promedió 25,4 puntos, 7,4 rebotes, 3,1 asistencias y 4,0 robos por partido mientras lideraba a los Royals a un récord de 22-3, avanzando a la final de la sección Clase 4A. Terminó su carrera en el instituto con el récord del instituto de 1,540 puntos (16,7 ppp), 467 rebotes (5,1 rpp), 232 asistencias (2,5 app) y 232 robos (2,5 rob).
Harris fue calificado como uno de los mejores jugadores de la nación por ESPNU100 (núm. 11), Scout.com (núm. 16) y Rivals.com (núm. 25). También fue calificado como uno de los mejores escoltas de la nación por ESPNU100 (núm. 2), por Scout.com (núm. 4) y por Rivals.com (núm. 7).
También fue un jugador de fútbol americano en circulación en "Hamilton Southeastern High School", jugando como "wide receiver" (receptor) en su segundo, tercer y cuarto año. Ganó tres campeonatos en la liga, además de darle un campeonato seccional en su último año.

### Universidad
En su primera temporada como "freshman" en Michigan State en 2012-13, Harris fue nombrado Jugador Freshman (Debutante) del Año de la Big Ten Conference, convirtiéndose en el primer jugador de los Spartans en ganar el premio desde 1986. También fue seleccionado en el segundo mejor quinteto de la Big Ten Conference y honrado en el mejor quinteto freshman (debutante) de la Big Ten Conference. En 34 partidos (33 como titular), promedió 12,9 puntos, 2,5 rebotes, 1,4 asistencias y 1,2 robos en 29,7 minutos por partido.

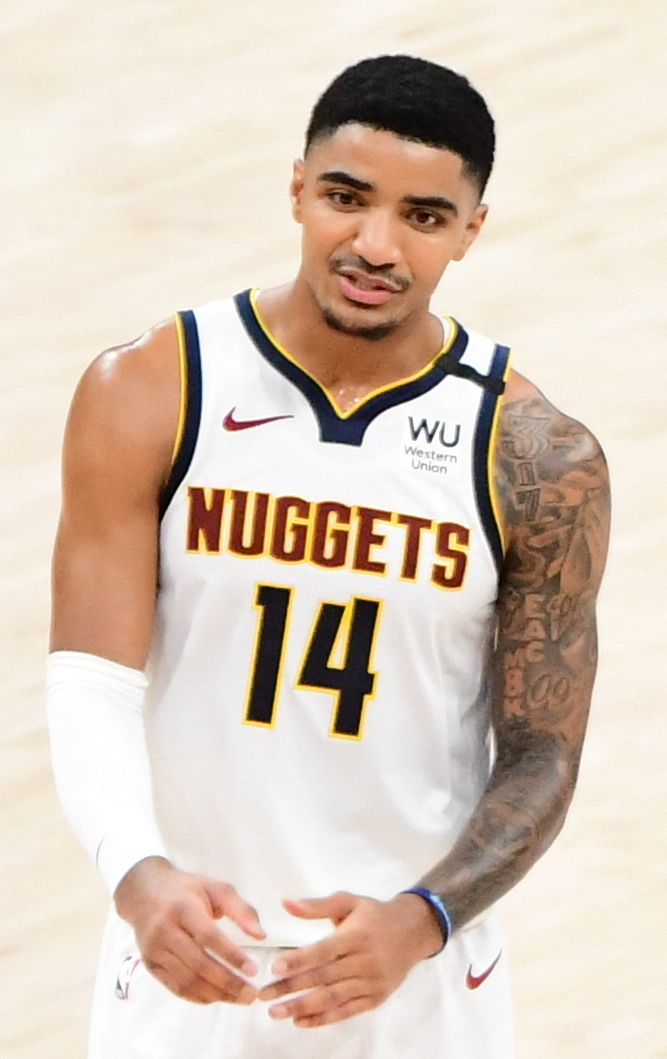
Harris, con Denver en 2022.

En su segunda temporada como "sophomore" en 2013-14, fue honrado en el mejor quinteto de la Big Ten Conference, en el mejor quinteto defensivo de la Big Ten Conference, además de ser nombrado en el mejor quinteto del distrito de la USBWA, en el mejor quinteto del distrito de la NABC y una mención honorable All-American por Associated Press. En la apertura de la temporada contra McNeese State, registró el primer doble-doble de su carrera universitaria con 20 puntos y 10 rebotes. El 25 de enero de 2014, registró su récord personal de 27 puntos contra Míchigan. En 35 partidos, promedió 16,7 puntos, 4,0 rebotes, 2,7 asistencias y 1,8 robos en 32,3 minutos por partido. Harris es uno de tres jugadores en la historia de Michigan State en anotar 1,000 puntos en la carrera en solo dos temporadas.
El 14 de abril de 2014, Harris decidió declararse elegible para el Draft de la NBA de 2014, renunciando a sus dos últimos años de baloncesto universitario.

### Profesional
El 26 de junio de 2014, fue seleccionado en la decimonovena posición del Draft de la NBA de 2014 por los Chicago Bulls, más tarde fue traspasado a los Denver Nuggets en la noche del draft. A finales de julio de 2014, firmó con los Nuggets. Tras perderse los primeros siete partidos de la temporada 2014-15 con una lesión en la espalda, Harris hizo su debut como profesional el 4 de noviembre de 2014 en la victoria contra los Indiana Pacers por 108-87. En 18 minutos de acción, registró 13 puntos, 3 rebotes, 2 asistencias, 2 robos y un tapón.
El 12 de octubre de 2017, firma una extensión de contrato con los Nuggets por cuatro años y $84 millones. Esa temporada, el 13 de diciembre ante Boston Celtics, consigue el máximo anotador de su carrera con 36 puntos. Repitiendo esa cifra el 3 de enero de 2018 ante Phoenix Suns.
Durante su séptima temporada en Denver, el 25 de marzo de 2021, es traspasado a Orlando Magic junto a R. J. Hampton a cambio de Aaron Gordon.
El 30 de junio de 2022, firma una extensión de contrato con los Magic por dos años y $26 millones. Poco después, el 27 de agosto, es operado del menisco de la rodilla.
El 1 de julio de 2024 acuerda una extensión por dos temporadas y $14 millones con los Magic.

## Estadísticas de su carrera en la NBA

### Temporada regular
| Año     | Equipo  | PJ  | PT  | MPP  | %TC  | %3P  | %TL  | RPP | APP | ROB | TPP | PPP  |
| ------- | ------- | --- | --- | ---- | ---- | ---- | ---- | --- | --- | --- | --- | ---- |
| 2014-15 | Denver  | 55  | 6   | 13.1 | .304 | .204 | .745 | 1.2 | .5  | .7  | .1  | 3.4  |
| 2015-16 | Denver  | 76  | 76  | 32.1 | .469 | .354 | .820 | 2.9 | 1.9 | 1.3 | .2  | 12.3 |
| 2016-17 | Denver  | 57  | 56  | 31.3 | .503 | .420 | .776 | 3.1 | 2.9 | 1.2 | .1  | 14.9 |
| 2017-18 | Denver  | 67  | 65  | 34.4 | .485 | .396 | .827 | 2.6 | 2.9 | 1.8 | .2  | 17.5 |
| 2018-19 | Denver  | 57  | 48  | 28.8 | .424 | .339 | .799 | 2.8 | 2.2 | 1.0 | .3  | 12.9 |
| 2019-20 | Denver  | 56  | 55  | 31.8 | .420 | .333 | .815 | 2.9 | 2.1 | 1.4 | .3  | 10.4 |
| 2020-21 | Denver  | 19  | 19  | 30.6 | .442 | .320 | .733 | 2.5 | 1.7 | .9  | .2  | 9.7  |
| 2020-21 | Orlando | 20  | 19  | 25.0 | .365 | .364 | .875 | 1.6 | 2.3 | .6  | .4  | 10.2 |
| 2021-22 | Orlando | 61  | 30  | 28.4 | .434 | .384 | .874 | 2.0 | 1.8 | 1.0 | .1  | 11.1 |
| 2022-23 | Orlando | 48  | 42  | 24.7 | .450 | .431 | .900 | 2.0 | 1.2 | .9  | .3  | 8.3  |
| 2023-24 | Orlando | 54  | 27  | 24.0 | .441 | .371 | .756 | 1.7 | 1.6 | .9  | .3  | 6.9  |
| 2024-25 | Orlando | 48  | 3   | 14.8 | .383 | .356 | .583 | 1.3 | .6  | .5  | .3  | 3.0  |
| Total   | Total   | 618 | 446 | 27.0 | .446 | .369 | .810 | 2.3 | 1.8 | 1.1 | .2  | 10.4 |

### Playoffs
| Año   | Equipo  | PJ | PT | MPP  | %TC  | %3P  | %TL   | RPP | APP | ROB | TPP | PPP  |
| ----- | ------- | -- | -- | ---- | ---- | ---- | ----- | --- | --- | --- | --- | ---- |
| 2019  | Denver  | 14 | 14 | 37.0 | .462 | .351 | .868  | 4.1 | 2.3 | .9  | .6  | 14.2 |
| 2020  | Denver  | 14 | 12 | 27.1 | .378 | .365 | .773  | 2.0 | 1.7 | 1.1 | .3  | 7.4  |
| 2024  | Orlando | 6  | 6  | 26.5 | .286 | .318 | 1.000 | 2.0 | .7  | 1.2 | .5  | 4.2  |
| 2025  | Orlando | 5  | 0  | 16.6 | .375 | .167 | -     | 1.0 | .6  | .6  | .2  | 1.4  |
| Total | Total   | 39 | 32 | 29.2 | .415 | .343 | .839  | 2.6 | 1.6 | 1.0 | .4  | 8.6  |